# Naturschutzgebiet Schluchtwald bei Hundesossen
Das Naturschutzgebiet Schluchtwald bei Hundesossen mit einer Größe von 29,7 ha liegt südlich von Hundesossen im Stadtgebiet von Schmallenberg. Die südliche Grenze des Schutzgebietes liegt fast an Grenze zum Kreis Siegen-Wittgenstein. Das Gebiet wurde 2008 mit dem Landschaftsplan Schmallenberg Südost durch den Hochsauerlandkreis als Naturschutzgebiet (NSG) ausgewiesen. Das Naturschutzgebiet liegt vollständig in dem mit ca. 35,2 ha etwas größeren FFH-Gebiet Schluchtwald bei Saalhausen (DE-4815-301), wodurch es Teil des europäischen Schutzgebietsnetzes Natura 2000 ist.

## Gebietsbeschreibung
Beim NSG handelt es sich überwiegend um strukturreiche Rotbuchen- und Schluchtwaldbereiche. 

## Tier- und Pflanzenarten im NSG
Im NSG kommen seltene Tier- und Pflanzenarten vor. Im Quellbereich kommt die Dunkers Quellschnecke vor. In der Krautschicht kommt teilweise die Mondviole bestandsbildend vor. Auswahl weiterer vom Landesamt für Natur, Umwelt und Verbraucherschutz Nordrhein-Westfalen dokumentierter Pflanzenarten: Alpen-Hexenkraut, Bergulme, Bergfarn, Buchenfarn, Gegenblättriges Milzkraut, Hain-Gilbweiderich, Hain-Greiskraut, Heidelbeere, Kriechender Hahnenfuß, Quell-Sternmiere, Sumpf-Helmkraut, Wald-Ziest und Winkel-Segge.

## Schutzzweck
Das NSG soll die Wälder mit ihrem Arteninventar schützen.
Wie bei allen Naturschutzgebieten in Deutschland wurde in der Schutzausweisung darauf hingewiesen, dass das Gebiet „wegen der Seltenheit, besonderen Eigenart und Schönheit des Gebietes“ zum Naturschutzgebiet wurde.